# Sävsta motell

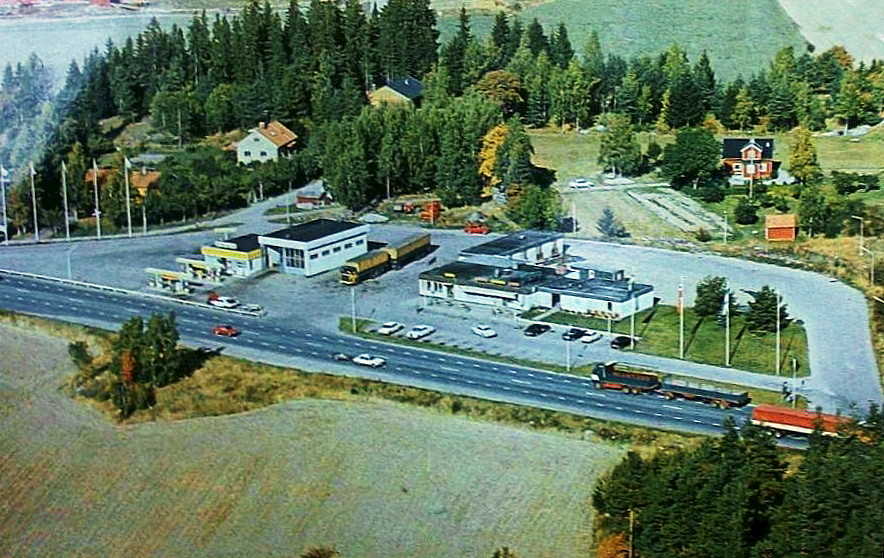
Sävsta motell när E18 gick förbi här.

Sävsta motell är ett motell i Sävsta vid gamla Enköpingsvägen/E18 (nuvarande länsväg 263) mellan Enköping och Bålsta. Motellet med bensinstation, verkstad och restaurang öppnade i januari 1960. Anläggningen drivs i ny regi sedan maj 2017. 

## Historik

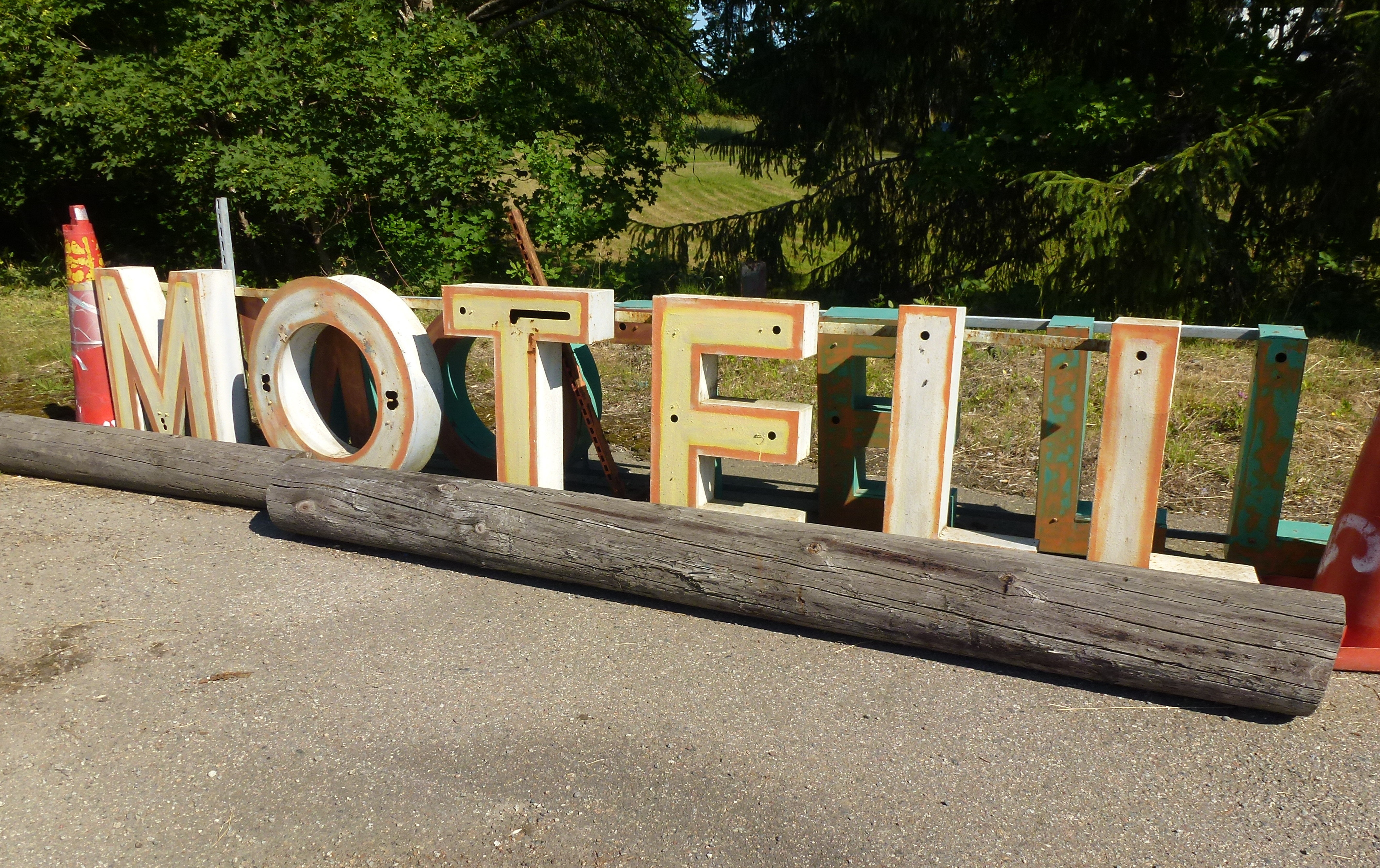
"Motell"-skyltarna finns kvar.

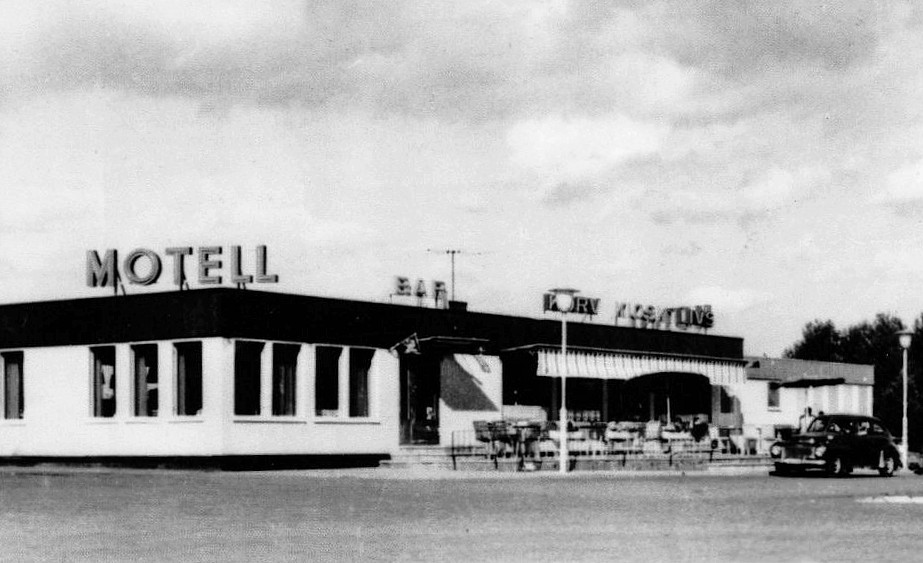
Sävsta motell i början av 1960-talet.

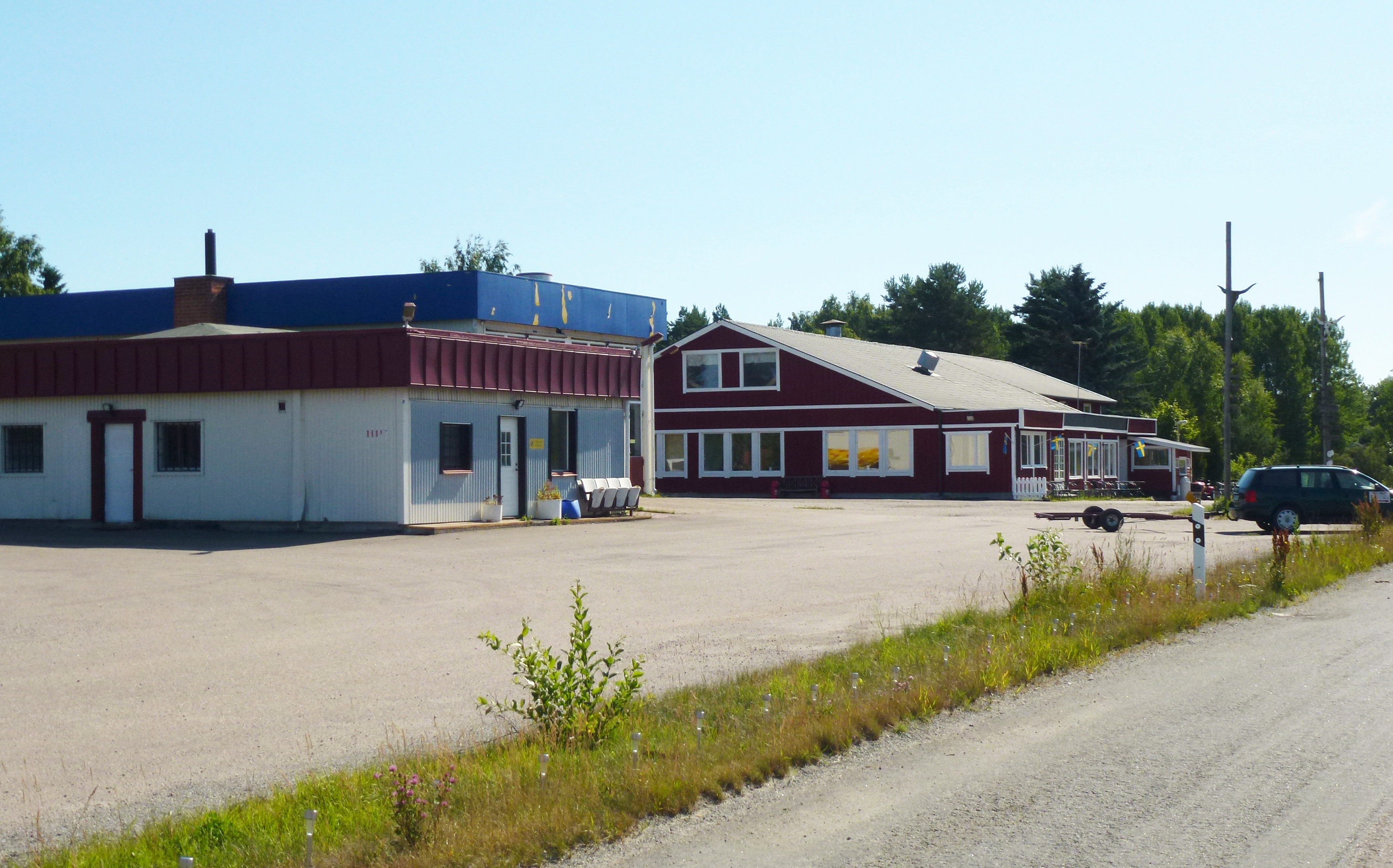
Gamla Sävsta motell i juli 2013.

Sävsta motell var, i likhet med t.ex. Gyllene Ratten utanför Stockholm, bland de tidigare motellen efter amerikansk förebild som öppnade i Sverige. Sävsta motell öppnades i mitten av januari 1960 av ett företagarpar från Vallentuna. Vid den tiden gick Rikstolvan och senare E18 förbi här, som var huvudvägförbindelsen mellan Stockholm och Oslo. 
Motellet var en stor anläggning med bensinstation som drevs av Shell, verkstad och övernattningsdelen med 22 rum samt bar och kiosk. Bilen kunde parkeras direkt utanför rumsdörren. När den nya E18 tog över trafiken 1989 uteblev gästerna och man tvingades att stänga den 1 november 1989.
På 1990-talet gjordes ett försök att få nytt liv i anläggningen. Initiator var Peter Jezewski från The Boppers som startade en vägkrog med västernstuk kallad ”Chiefland bar”. Men satsningen bar sig inte och ”Cheifland bar” lades ner efter några år. Under tiden genomfördes även några förändringar: bensinpumparna plockades bort och motelldelen byggdes på med en takvåning.
Sedan förföll anläggningen mer och mer och år 2008 tvingades övernattningsdelen att stänga. Kommunledningen i Enköping klassade byggnaden som farligt att bo i och menade bland annat att taket på motellet riskerar att falla in. Mellan 2008 och våren 2011 fick gamla Sävsta motell inte användas som bostad efter ett förbud från Enköpings kommun. Ägaren rustade byggnaderna under 2010 och i december 2011 upphävdes nyttjandeförbudet.
Anläggningen drivs i ny regi sedan maj 2017. Motell och restaurang är renoverade.